# Newport (Arkansas)
Newport es una ciudad ubicada en el condado de Jackson en el estado estadounidense de Arkansas. En el Censo de 2010 tenía una población de 7879 habitantes y una densidad poblacional de 222,18 personas por km².

## Geografía
Newport se encuentra ubicada en las coordenadas 35°37′37″N 91°14′5″O / 35.62694, -91.23472. Según la Oficina del Censo de los Estados Unidos, Newport tiene una superficie total de 35.46 km², de la cual 34.78 km² corresponden a tierra firme y (1.92%) 0.68 km² es agua.

## Demografía
Según el censo de 2010, había 7879 personas residiendo en Newport. La densidad de población era de 222,18 hab./km². De los 7879 habitantes, Newport estaba compuesto por el 67.31% blancos, el 28.86% eran afroamericanos, el 0.53% eran amerindios, el 0.48% eran asiáticos, el 0.2% eran isleños del Pacífico, el 1% eran de otras razas y el 1.61% pertenecían a dos o más razas. Del total de la población el 2.55% eran hispanos o latinos de cualquier raza.